# ناحیه هیز، شهرستان کلار، میشیگان
ناحیه هیز (به انگلیسی: Hayes Township) یک منطقهٔ مسکونی در ایالات متحده آمریکا است که در شهرستان کلیر، میشیگان واقع شده‌است.
 ناحیه هیز ۸۳٫۳ کیلومتر مربع مساحت و ۴٬۶۷۵ نفر جمعیت دارد و ۳۵۱ متر بالاتر از سطح دریا واقع شده‌است.